# Liste des muscles du corps humain
La liste des muscles du corps humain est l'objet d'une organisation topographique de la part de la myologie, branche de l'anatomie qui traite des muscles.
Le corps humain possède 639 muscles dont 570 muscles striés squelettiques (par opposition aux muscles lisses et au myocarde).

## Tête (94)

### Muscles de lafaceou muscles de la mimique (43)
- Muscles superficiels (25)

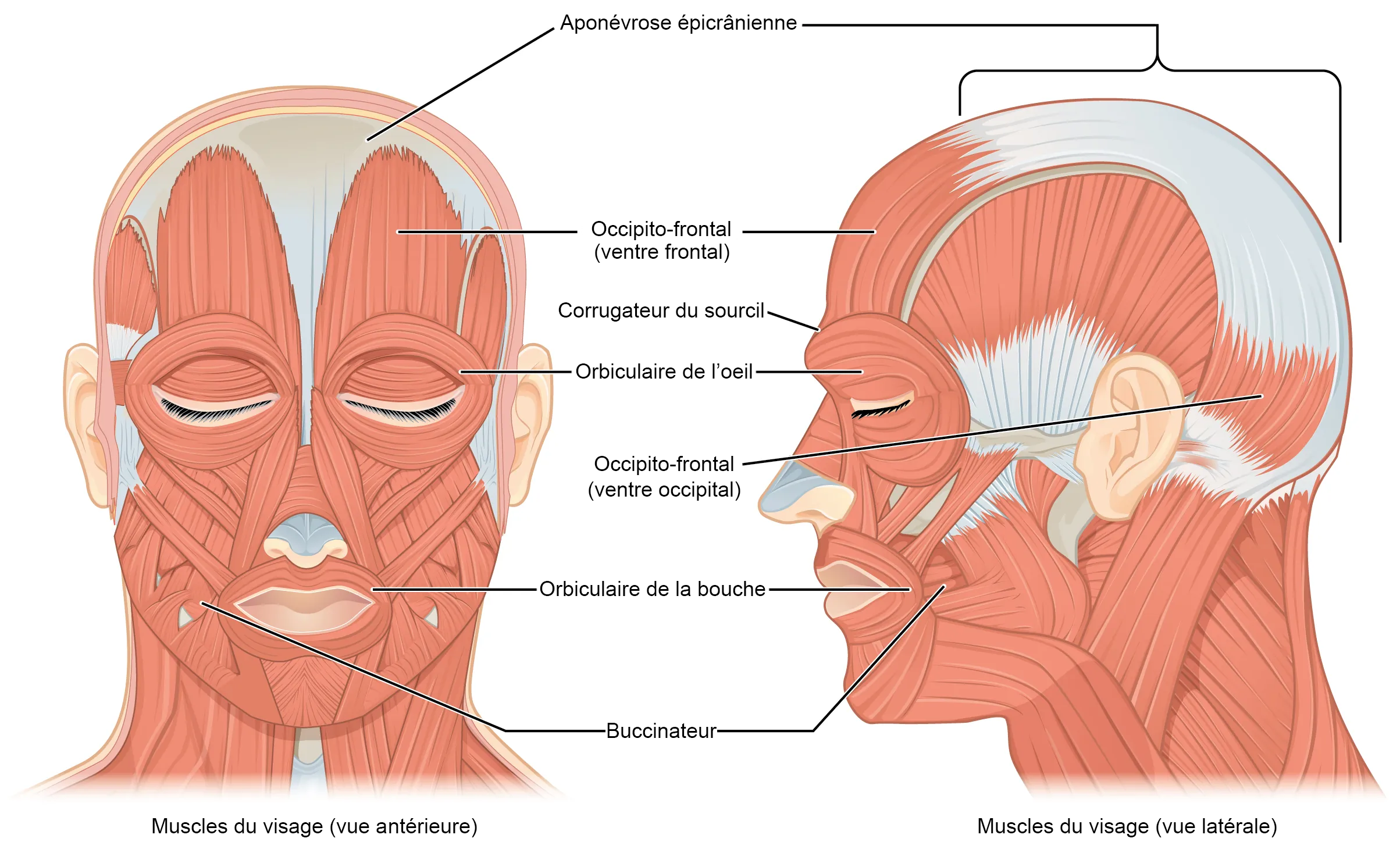
Muscle du visage

  - Muscle occipito-frontal (ou épicrânien, ventre frontal et occipital), impair, innervé par le nerf facial
  - Muscles auriculaires (muscles antérieur, supérieur et postérieur)
  - Muscle orbiculaire de l'œil (parties orbitaire, palpébrale et lacrymale)
  - Muscle procérus (muscle pyramidal), impair
  - Muscle élévateur (commun) de la lèvre supérieure et de l'aile du nez (muscle naso-labial ou grand sus-maxillo-labial)
  - Muscle petit zygomatique
  - Muscle grand zygomatique
  - Muscle orbiculaire de la bouche, impair
  - Muscle risorius
  - Muscle abaisseur de l'angle de la bouche
  - Muscle mentonnier
- Muscles profonds (13)
  - Muscle corrugateur du sourcil, innervé par le nerf facial
  - Muscle nasal (parties transverse et alaire)
  - Muscle abaisseur du septum nasal, impair
  - Muscle buccinateur
  - Muscle élévateur (propre) de la lèvre supérieure (muscle moyen sus-maxillo-labial)
  - Muscle abaisseur de la lèvre inférieure
  - Muscle élévateur de l'angle de la bouche (muscle canin)

### Muscles de l'appareil manducateurou musclesmanducateurs(8)
- Muscle masséter (parties profonde et superficielle), innervé par le nerf massétérique
- Muscle ptérygoïdien médial, innervé par le nerf mandibulaire
- Muscle ptérygoïdien latéral, innervé par le nerf mandibulaire
- Muscle temporal

La posture et les fonctions mandibulaires dépendent aussi des muscles supra-hyoïdiens et des muscles infra-hyoïdiens (voir ci-dessous).

### Muscles oculomoteurs(14)

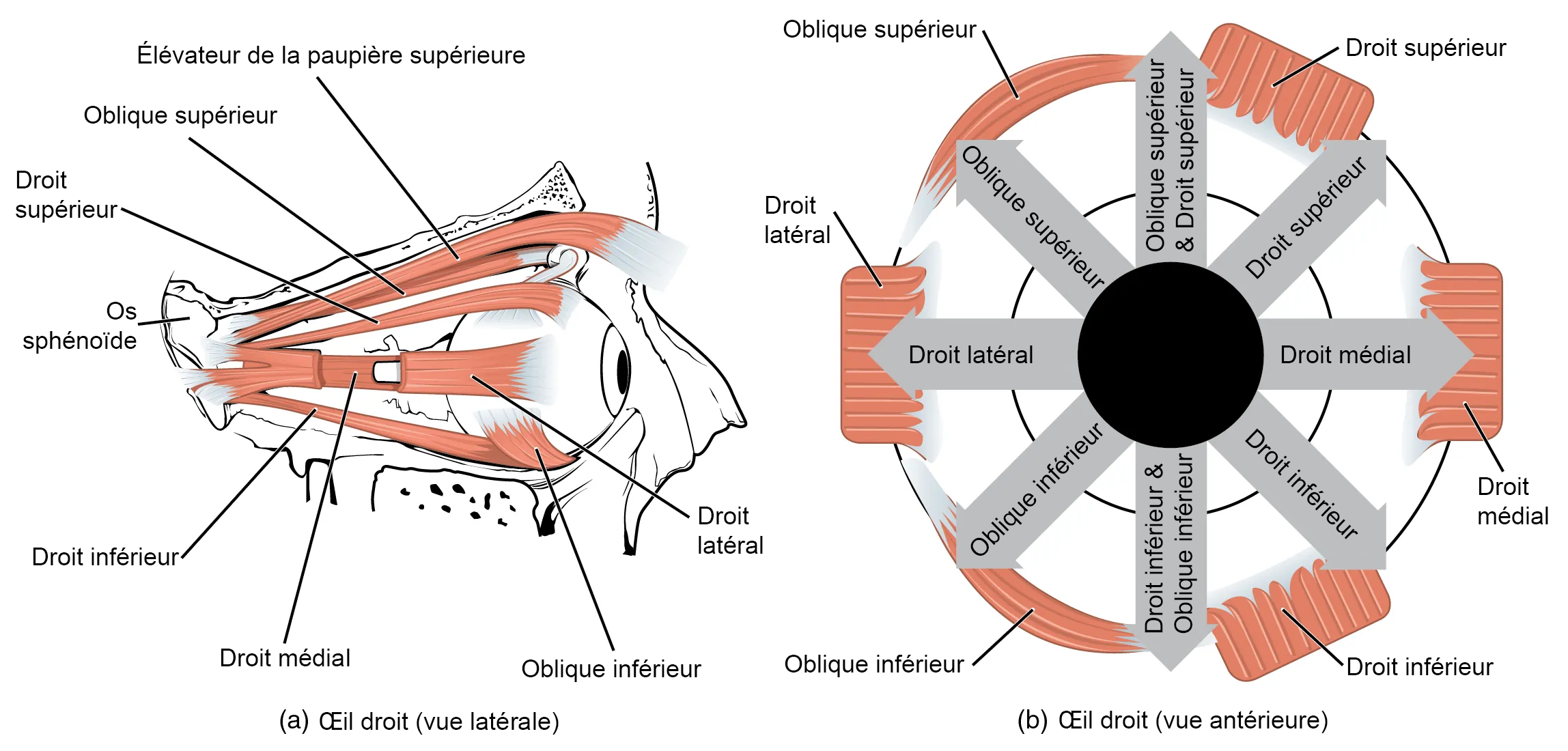
Muscle des yeux

- Muscle élévateur de la paupière supérieure (orbito-palpébral), innervé par le nerf oculomoteur
- Muscle droit supérieur de l'œil, innervé par le nerf oculomoteur
- Muscle droit inférieur de l'œil, innervé par le nerf oculomoteur
- Muscle droit médial de l'œil, innervé par le nerf oculomoteur
- Muscle droit latéral de l'œil, innervé par le nerf abducens
- Muscle oblique supérieur de l'œil, innervé par le nerf trochléaire
- Muscle oblique inférieur de l'œil, innervé par le nerf oculomoteur

### Muscles de l'oreille moyenne(4)
- Muscle stapédien ou muscle de l'étrier, innervé par le nerf facial
- Muscle tenseur du tympan ou muscle du marteau, innervé par le nerf mandibulaire

### Muscles de lalangue(17)

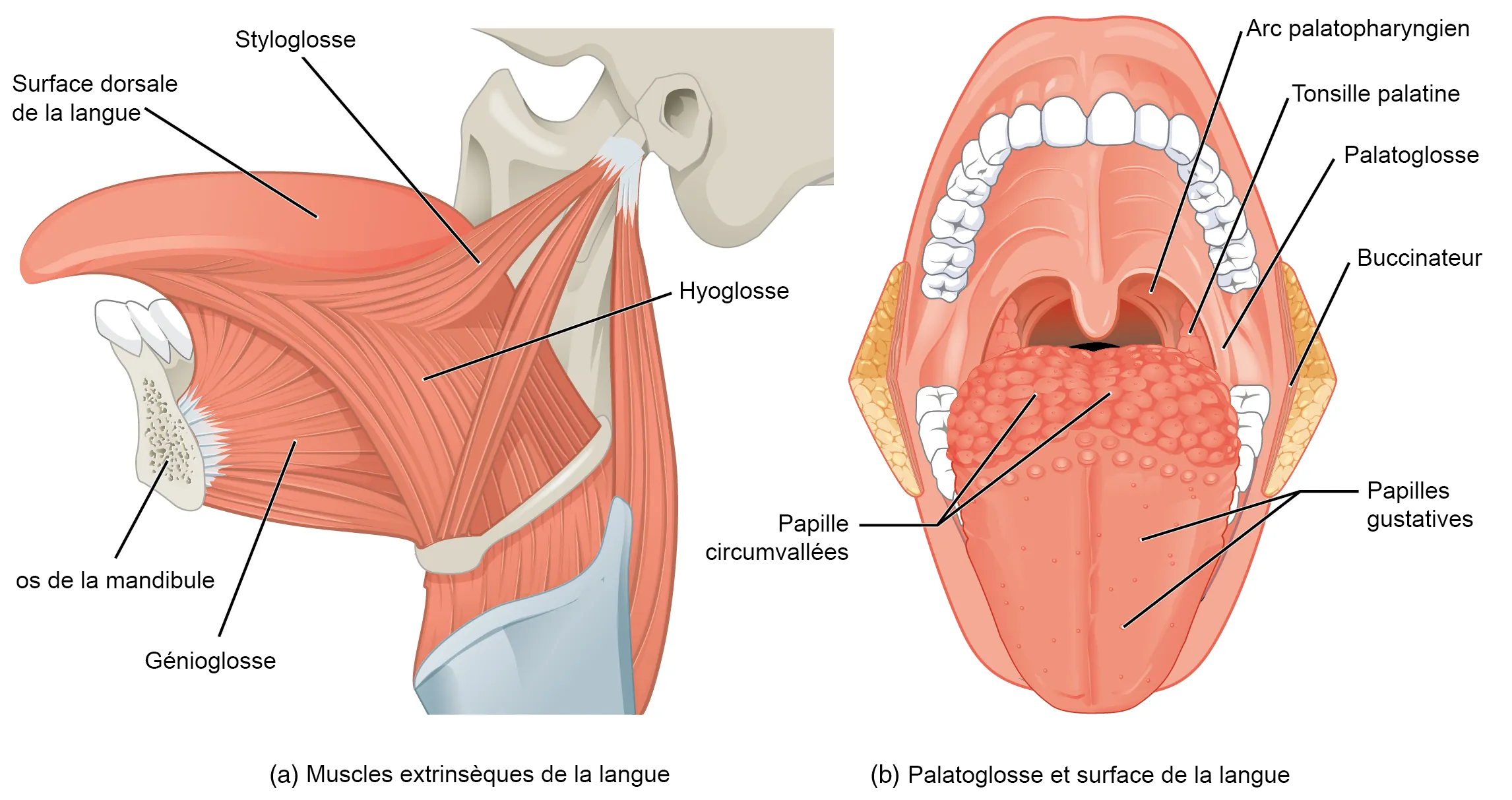
Muscle de la langue

- Muscle longitudinal supérieur de la langue, impair, innervé par le nerf hypoglosse
- Muscle longitudinal inférieur de la langue, innervé par le nerf hypoglosse
- Muscle transverse de la langue, innervé par le nerf hypoglosse
- Muscle stylo-glosse, innervé par le nerf glossopharyngien
- Muscle génio-glosse, innervé par le nerf hypoglosse
- Muscle hyo-glosse, innervé par le nerf hypoglosse
- Muscle palato-glosse, innervé par le nerf vague
- Muscle pharyngo-glosse (portion glosso-pharyngienne du muscle constricteur supérieur du pharynx)
- Muscle amygdalo-glosse (portion glosso-tonsillaire du muscle constricteur supérieur du pharynx)

### Muscles du palais mou (nasopharynx) (10)
- Muscle uvulaire, innervé par le nerf vague
- Muscle tenseur du voile du palais, innervé par le nerf mandibulaire
- Muscle élévateur du voile du palais, innervé par le nerf petit palatin
- Muscle palatoglosse
- Muscle palatopharyngien

### Muscles supra-hyoïdiens (8)
- Muscle stylo-hyoïdien, innervé par le nerf facial
- Muscle génio-hyoïdien
- Muscle mylo-hyoïdien, innervé par le nerf mandibulaire
- muscle digastrique (digastrique génio-hyo-mastoïdien), , innervé par le nerf mandibulaire

## Cou (85)
- Muscle platysma ou muscle peaucier du cou, innervé par le nerf facial

### Muscles infra-hyoïdiens (8)
- Muscle sterno-cléido-mastoïdien (sterno-cléido-occipito-mastoïdien), innervé par le nerf accessoire
- Muscle sterno-hyoïdien (sterno-cléido-hyoïdien), innervé par le nerf hypoglosse
- Muscle sterno-thyroïdien (sterno-cléido-thyroïdien)
- Muscle omo-hyoïdien (digastrique scapulo-jugulo-hyoïdien)

### Muscles du pharynx (oro- et laryngo-) (17)
- Muscle palato-pharyngien, innervé par le nerf vague
- Muscles constricteurs du pharynx (muscles supérieur, moyen et inférieur), muscles pairs
- Muscles longitudinaux du pharynx
- Muscle stylo-pharyngien
- Muscle pétro-pharyngien
- Muscle salpingo-pharyngien (trompe auditive)
- Muscle crico-pharyngien (portion cricoïdienne du muscle constricteur inférieur du pharynx)
- Muscles œsophagiens (couche circulaire et longitudinale)

### Muscles du larynx (20)
- Muscle vocal, innervé par le nerf vague
- Muscles aryténoïdiens (muscles transverse et oblique)
- Muscle ary-épiglottique
- Muscles crico-thyroïdiens (muscles droit et oblique)
- Muscles crico-aryténoïdiens (muscles postérieur et latéral)
- Muscle thyro-aryténoïdien
- Muscle thyro-hyoïdien

### Muscles cervicaux antérieurs (10)
- Muscles scalènes, scaleni, innervés par les nerfs spinaux
  - muscle scalène antérieur, scalenus anterior
  - muscle scalène moyen, scalenus medius
  - muscle scalène postérieur, scalenus posterior
- Muscle long de la tête, longus capitis
- Muscle long du cou, longus colli

### Muscles de la nuque (28)
- Muscles superficiels (2)

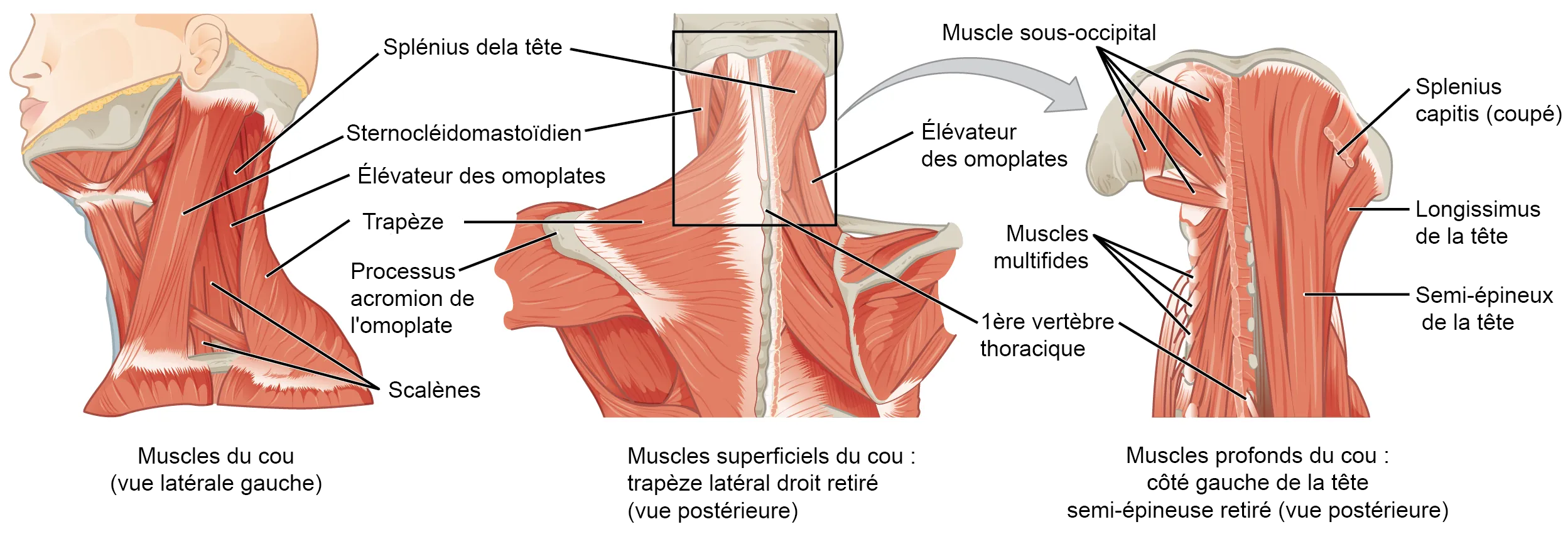
Muscle de la nuque

  - Muscle trapèze, innervé par le nerf accessoire
- Muscles moyens superficiels (6)
  - Muscle splénius du cou (cervicis), innervé par les nerfs spinaux
  - Muscle splénius de la tête (capitis)
  - Muscle élévateur de la scapula
- Muscles moyens profonds (8)
  - Muscle semi-épineux de la tête (grand complexus confondu avec l'épineux de la tête), innervé par les nerfs spinaux
  - Muscle longissimus de la tête (petit complexus)
  - Muscle longissimus du cou
  - Muscle ilio-costal cervical
- Muscles profonds (12)
  - Muscle petit droit postérieur de la tête, innervé par les nerfs spinaux
  - Muscle grand droit postérieur de la tête
  - Muscle oblique supérieur de la tête
  - Muscle oblique inférieur de la tête
  - Muscles interépineux cervical (confondu avec le muscle épineux du cou)
  - Muscles transversaires épineux du cou (semi-épineux du cou confondu avec les multifides et les rotateurs)

## Tronc (90)

### Thorax (91)
- Muscles intercostaux (66)
  - externes
  - moyens
  - internes
- Diaphragme
- Muscles subcostaux

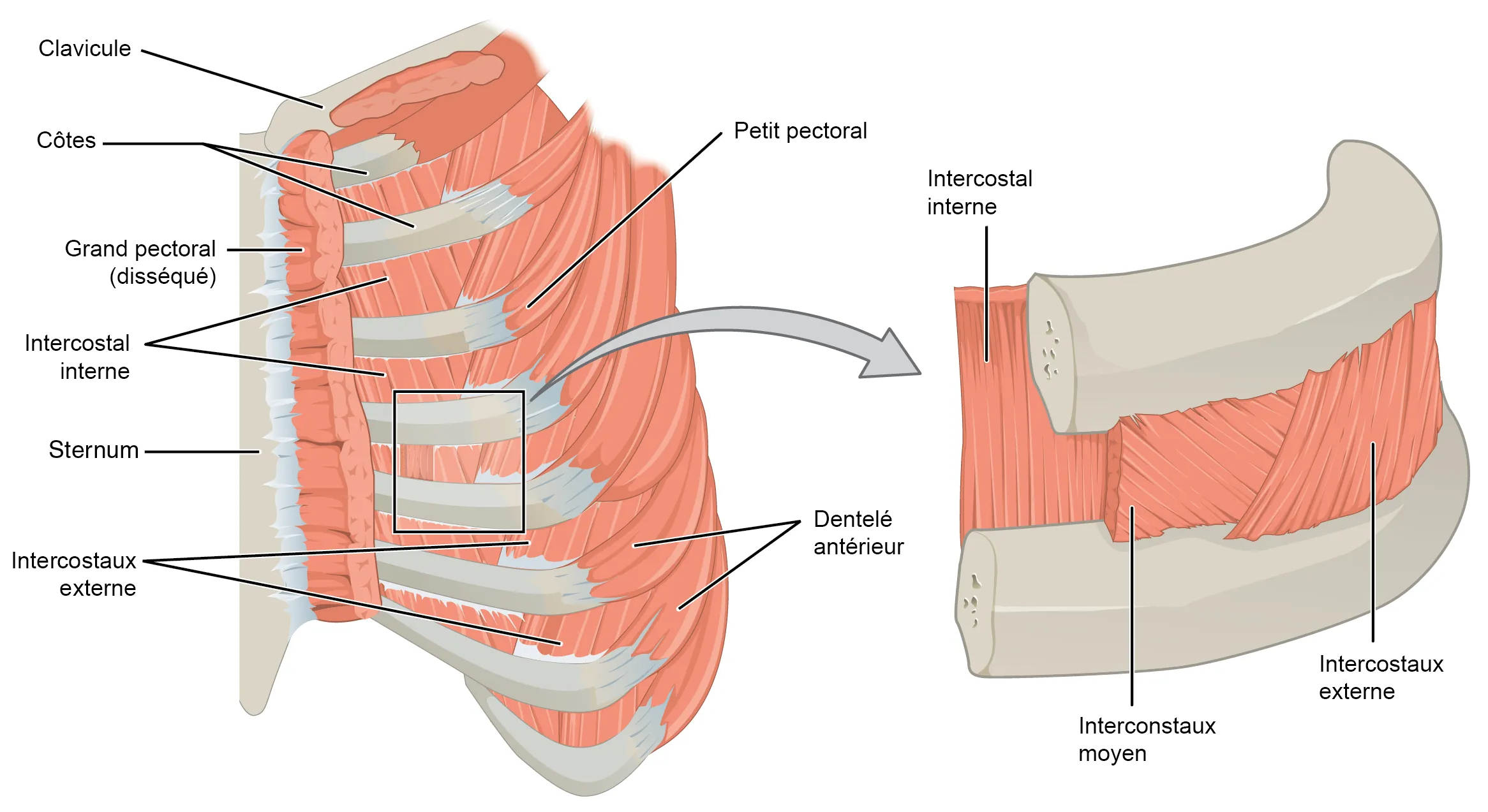
Muscle intercostaux

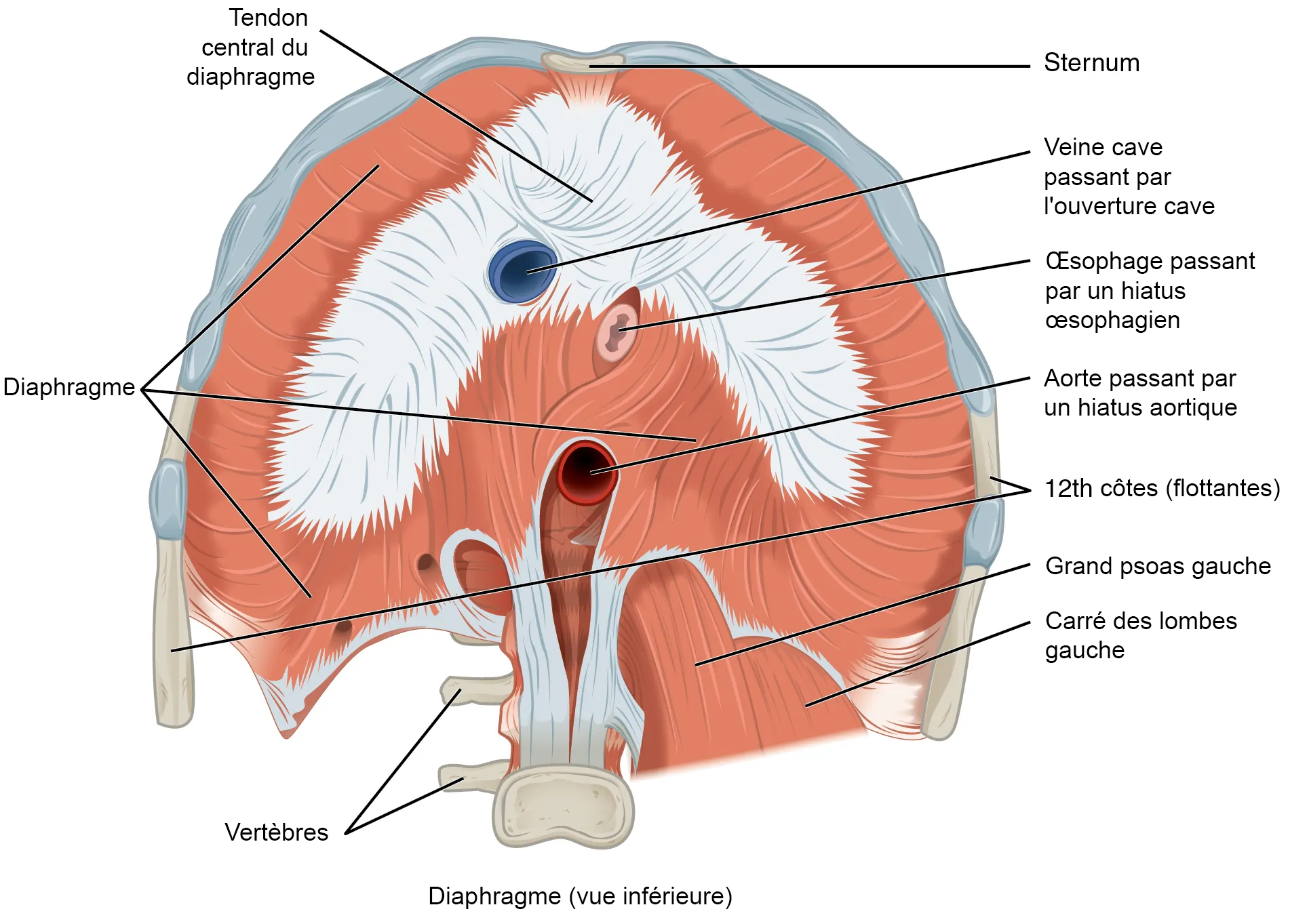
Muscle du diaphragme

- Muscle thoracique transverse, transversus thoracis
- Muscle sternal (inconstant)

### Dos
- Muscles interépineux lombaires

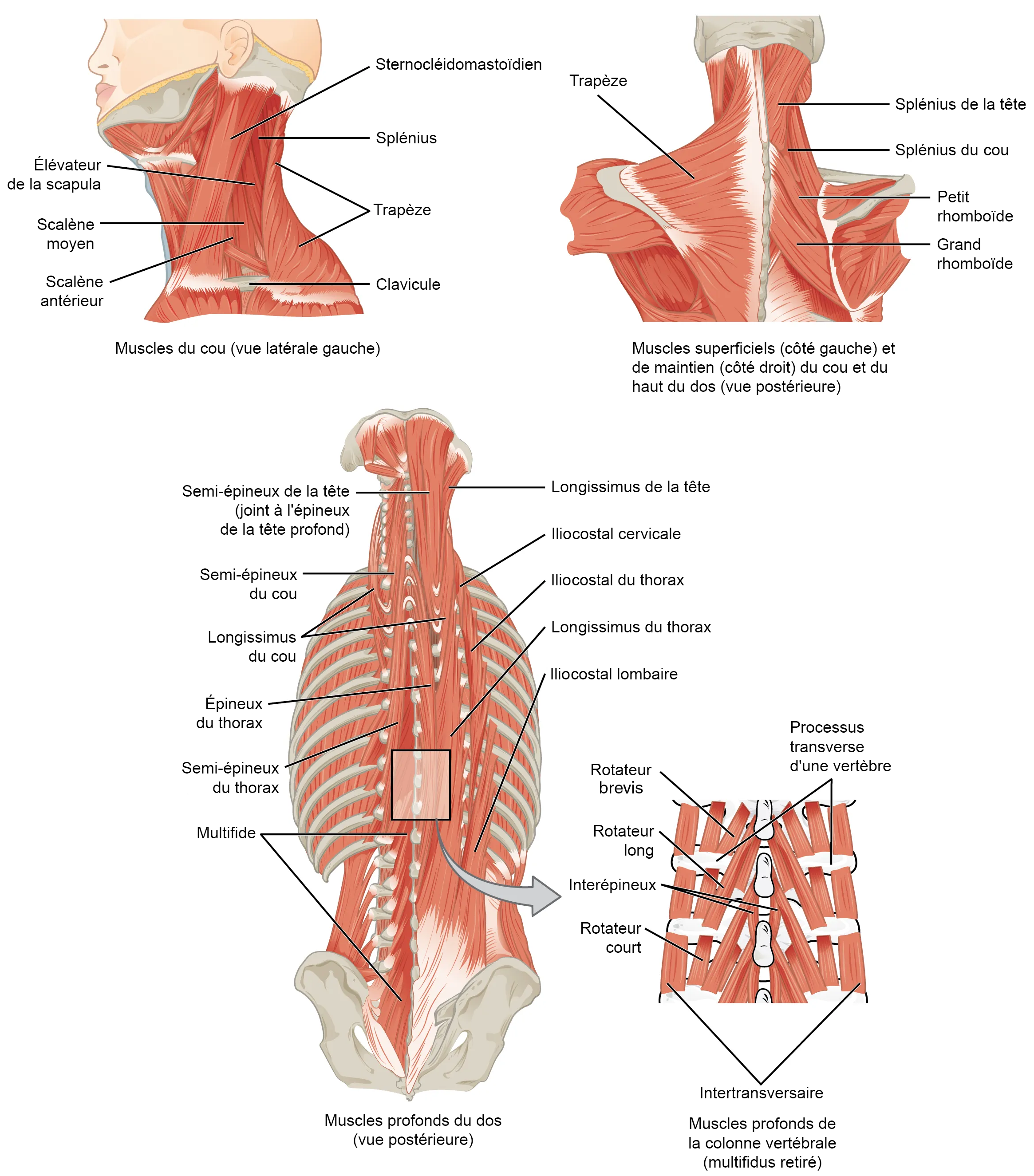
Muscle du dos et de l'arrière du coup

- Muscles intertransversaires des lombes
  - médiaux
  - muscles intercostiformes
- Muscle carré des lombes quadratus lumborum
- Muscles élévateurs des côtes
  - courts
  - longs

#### Muscles transversaires épineux
- Muscles rotateurs
  - courts
  - longs
- Muscle multifides
- Muscle semi-épineux du thorax

#### Muscles érecteurs du rachis
- Muscle épineux du thorax
- Muscle longissimus du thorax
- Muscle ilio-costal
- Muscle dentelé postéro-supérieur
- Muscle dentelé postéro-inférieur

### Abdomen (10)

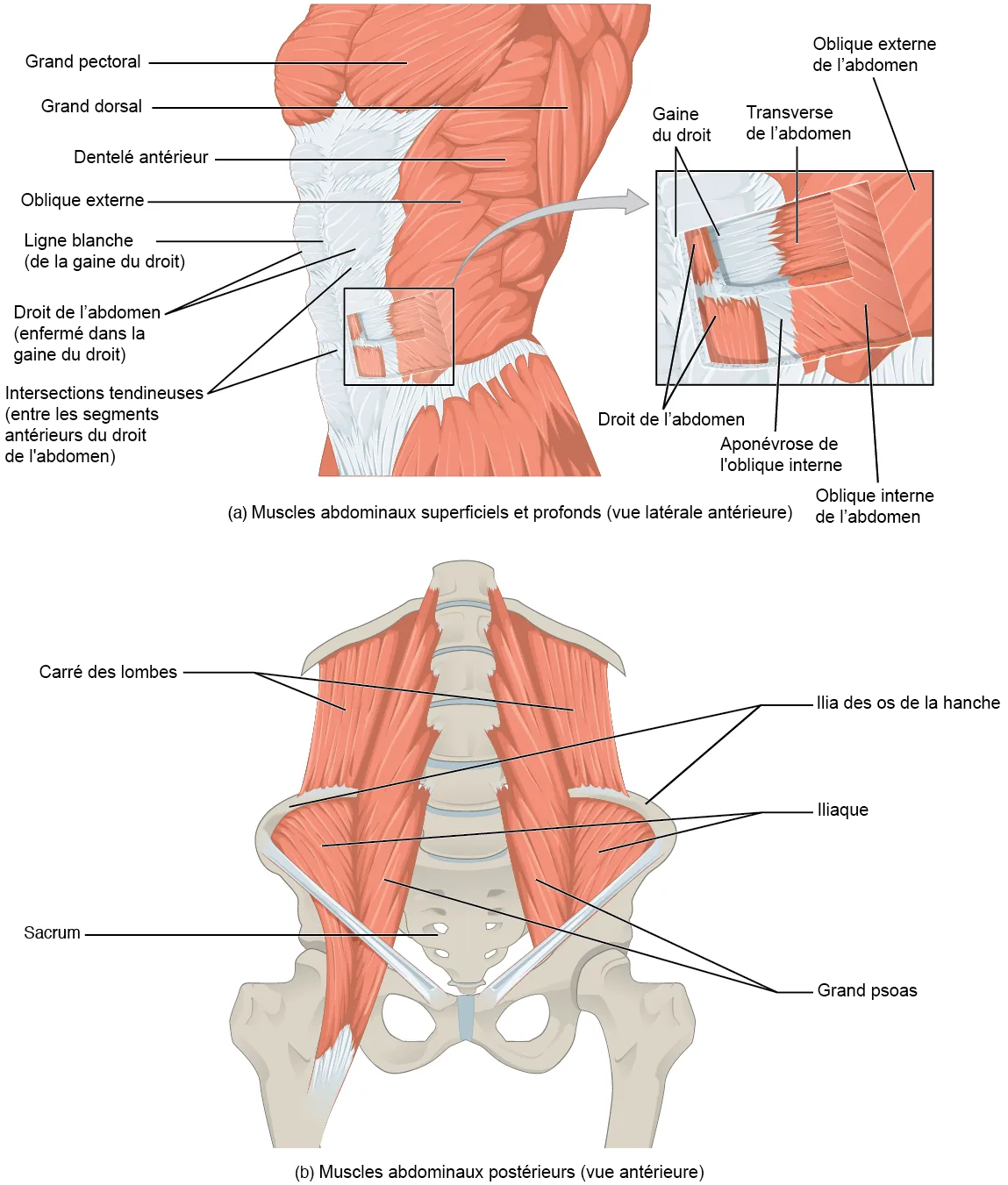
Muscle de l'abdomen

- Muscle droit de l'abdomen, rectus abdominis, innervé par le nerf subcostal, le nerf génito-fémoral et les nerfs intercostaux
- Muscle oblique externe de l'abdomen, obliquus externus abdominis, innervé par le nerf subcostal et les nerfs intercostaux
- Muscle pyramidal de l'abdomen, pyramidalis, innervé par le nerf subcostal
- Muscle oblique interne de l'abdomen, obliquus internus abdominis, innervé par le nerf subcostal, le nerf ilio-hypogastrique, le nerf ilio-inguinal et les nerfs intercostaux
- Muscle transverse de l'abdomen, transversus abdominis, innervé par le nerf subcostal, le nerf ilio-hypogastrique, le nerf ilio-inguinal et les nerfs intercostaux

### Plancher pelvien (13)
- Muscle bulbo-caverneux
- Muscle ischio-caverneux

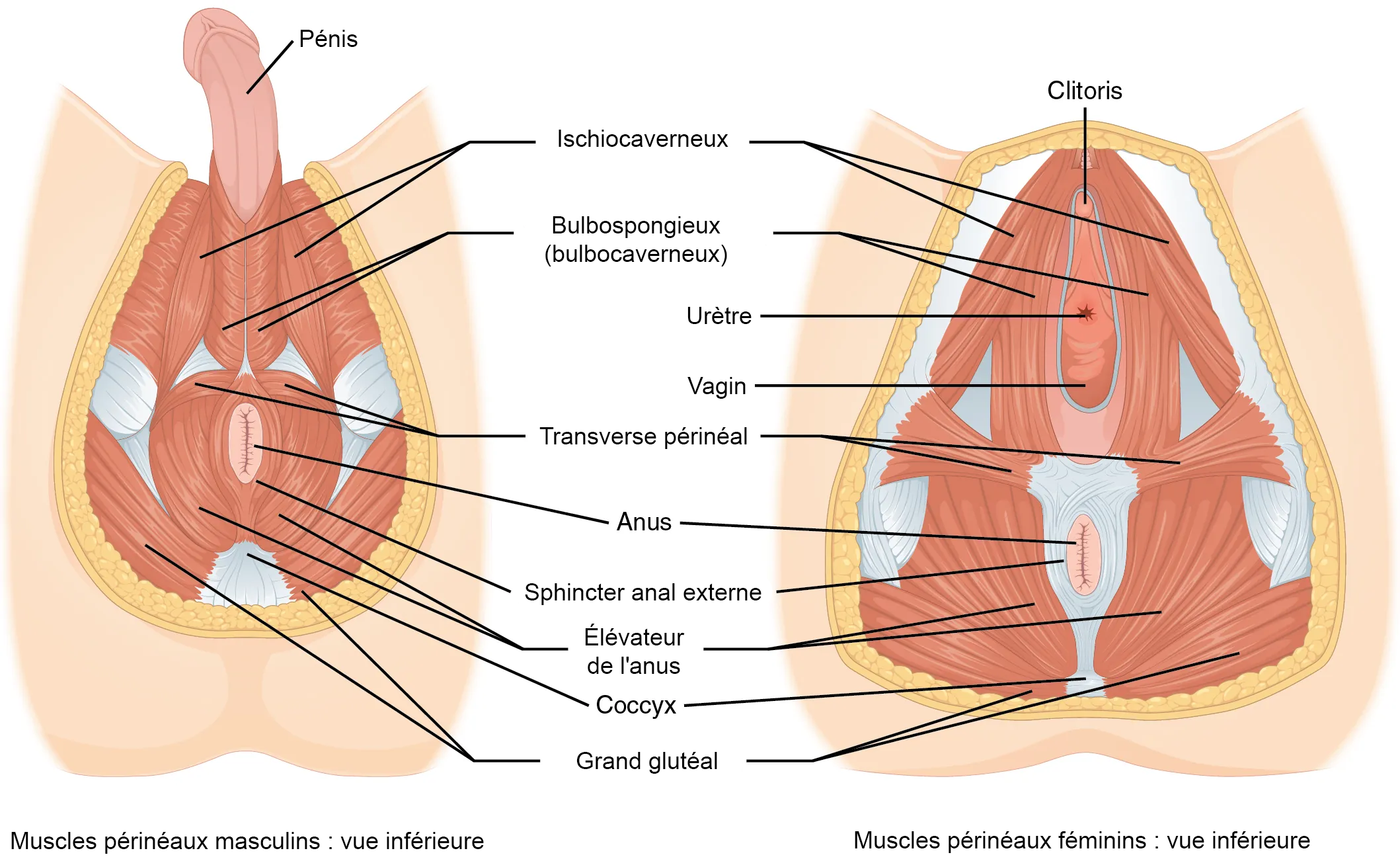
Muscle de la région du périnée

- Muscles transverses du périnée (superficiel et profond)
- Muscle releveur de la verge
- Muscles sphincters de l'anus (interne et externe)*
- Muscles sphincters de l'urètre (interne et externe)*
- Muscle coccygien
- Muscle releveur (ou élévateur) de l'anus, levator ani, formé par la réunion des muscles ilio-coccygien et pubo-coccygien, ce dernier étant lui-même issu de l'union des muscles pubo-coccygien (stricto sensu), pubo-anal, pubo-rectal (ou rétrorectal, ou rétro-anal) et pubo-périnéal.
- Muscle ischio-coccygien

(* Seule la composante externe des muscles sphincters est striée)

## Membre supérieur (118)

### Muscles de l'épaule (muscles périthoraciques) (32)

#### Muscles antérieurs
- Muscle élévateur de la scapula, levator scapulae, innervé par le nerf scapulaire dorsal
- Muscle dentelé antérieur, serratus anterior, innervé par le nerf thoracique long
- Muscle coraco-brachial, coracobrachialis, innervé par le nerf musculocutané
- Muscle petit pectoral, pectoralis minor, innervé par le nerf pectoral
- Muscle grand pectoral, pectoralis major, innervé par l'anse des pectoraux
- Muscle subclavier, subclavius, innervé par le nerf subclavier

#### Muscles postérieurs
- Muscle trapèze*, trapezius, innervé par le nerf accessoire
- Muscle petit rhomboïde, rhomboideus minor, innervé par le nerf scapulaire dorsal
- Muscle grand rhomboïde, rhomboideus major, innervé par le nerf scapulaire dorsal
- Muscle grand dorsal, latissimus dorsi, innervé par le nerf thoraco-dorsal
- Muscle deltoïde, deltoideus, innervé par le nerf axillaire
- Muscle supra-épineux, supraspinatus, innervé par le nerf supra-scapulaire
- Muscle infra-épineux, infraspinatus, innervé par le nerf supra-scapulaire
- 'Muscle subscapulaire, subscapularis, innervé par le nerf subscapulaire inférieur et le nerf subscapulaire supérieur
- Muscle petit rond, teres minor, innervé par le nerf axillaire
- Muscle grand rond, teres major, innervé par le nerf subscapulaire inférieur

(* déjà compté dans le cou)

### Muscles du bras (6)
- Muscle brachial, brachialis, innervé par le nerf musculocutané
- Muscle biceps brachial, biceps brachii, innervé par le nerf musculocutané
- Muscle triceps brachial, triceps brachii, innervé par le nerf axillaire et le nerf musculocutané

Anconé, innervé par le nerf radial

### Muscles de l'avant-bras (20)

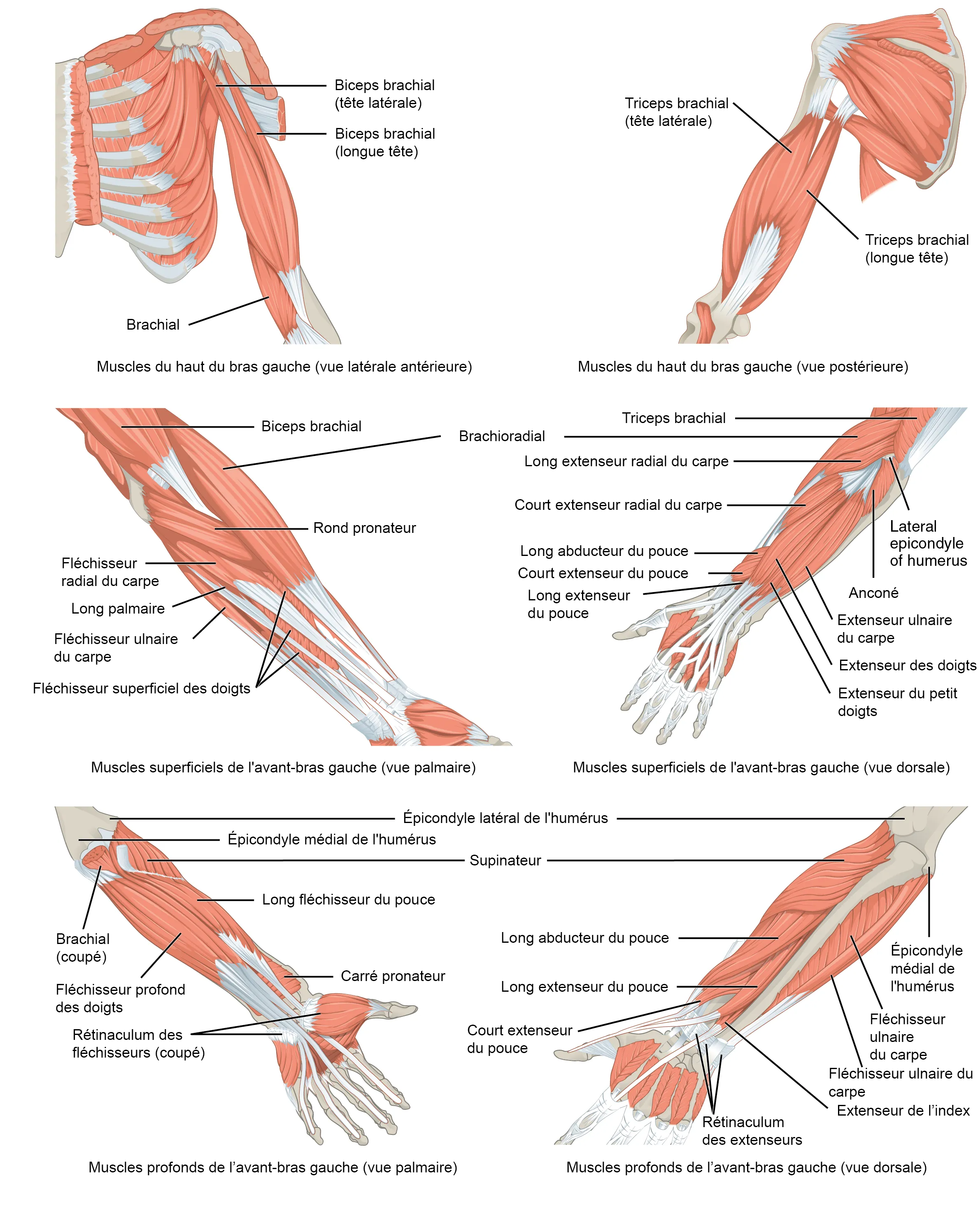
Muscle de l'avant bras

#### Muscles antérieurs (8)
- Muscle carré pronateur, pronator quadratus, innervé par le nerf median
- Muscle rond pronateur, pronator teres, innervé par le nerf median
- Muscle fléchisseur radial du carpe, flexor carpi radialis, innervé par le nerf median
- Muscle fléchisseur ulnaire du carpe, flexor carpi ulnaris, innervé par le nerf ulnaire
- Muscle fléchisseur profond des doigts, flexor digitorum profundus, 'innervé par le nerf median et le nerf ulnaire
- Muscle fléchisseur superficiel des doigts, flexor digitorum superficialis, innervé par le nerf median
- Muscle long fléchisseur du pouce, flexor pollicis longus, innervé par le nerf median
- Muscle long palmaire, palmaris longus, innervé par le nerf median

#### Muscles postérieurs (8)
- Muscle anconé, anconeus, innervé par le nerf radial
- Muscle extenseur des doigts, extensor digitorum, innervé par le nerf radial
- Muscle extenseur ulnaire du carpe, extensor carpi ulnaris, innervé par le nerf radial
- Muscle long abducteur du pouce, abductor pollicis longus, innervé par le nerf radial
- Muscle court extenseur du pouce, extensor pollicis brevis, innervé par le nerf radial
- Muscle long extenseur du pouce, extensor pollicis longus, innervé par le nerf radial
- Muscle extenseur du petit doigt, extensor digiti minimi, innervé par le nerf radial
- Muscle extenseur de l'index, extensor indicis proprius, innervé par le nerf radial

#### Muscles latéraux (4)
- Muscle supinateur, supinator, innervé par le nerf radial
- Muscle brachio-radial, brachioradialis, innervé par le nerf radial
- Muscle long extenseur radial du carpe, extensor carpi radialis longus, innervé par le nerf radial
- Muscle court extenseur radial du carpe, extensor carpi radialis brevis, innervé par le nerf radial

### Muscles de la main (40)

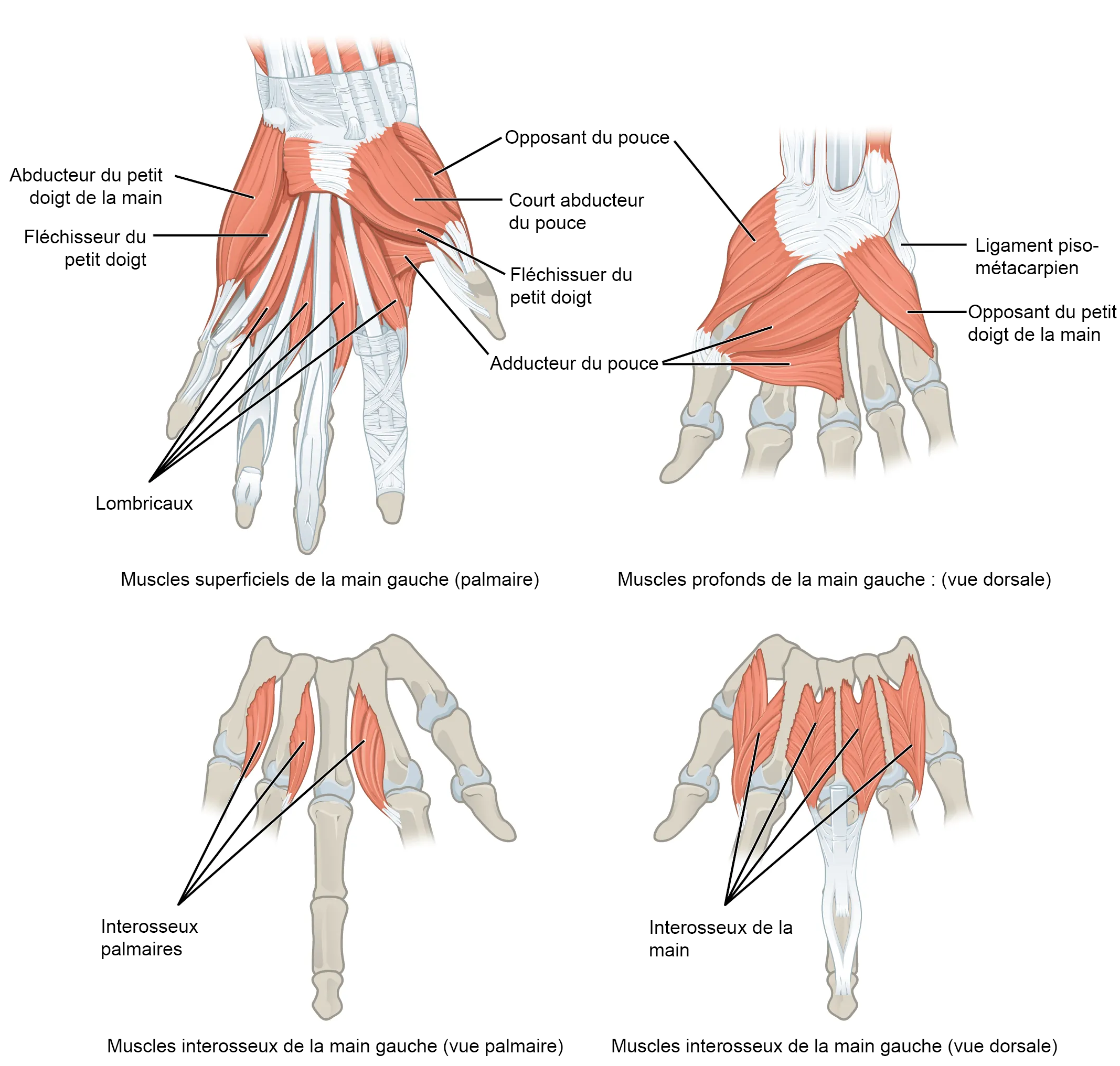
Muscle de la main

- Muscle court palmaire, palmaris brevis, innervé par le nerf ulnaire

#### Muscles de l'éminence thénar (8)
- Muscle adducteur du pouce, adductor pollicis, innervé par le nerf ulnaire
- Muscle opposant du pouce, opponens pollicis, innervé par le nerf median
- Muscle court abducteur du pouce, abductor pollicis brevis, innervé par le nerf median
- Muscle court fléchisseur du pouce, flexor pollicis brevis, innervé par le nerf median et le nerf ulnaire

#### Muscles de l'éminence hypothénar (6)
- Muscle abducteur du petit doigt de la main, abductor digiti minimi, innervé par le nerf ulnaire
- Muscle fléchisseur du petit doigt, flexor digiti minimi, innervé par le nerf ulnaire
- Muscle opposant du petit doigt de la main, opponens digiti minimi, innervé par le nerf ulnaire

#### Groupe moyen (24)
- Muscles interosseux dorsaux de la main, interossei dorsalis manus, innervés par le nerf ulnaire
- Muscles interosseux palmaires, interossei palmaris, innervés par le nerf ulnaire
- Muscles lombricaux, lumbricalis manus, innervé par le nerf median et le nerf ulnaire

## Membre inférieur (96)

### Ceinture pelvienne (4)
- Muscle ilio-psoas
- Muscle petit psoas

### Muscles glutéaux (fessiers) (8)
- Muscle grand glutéal, gluteus maximus, innervé par le nerf glutéal inférieur
- Muscle moyen glutéal, gluteus medius, innervé par le nerf glutéal supérieur
- Muscle petit glutéal, gluteus minimus, innervé par le nerf glutéal supérieur
- Muscle tenseur du fascia lata, tensior fasciae latae, innervé par le nerf glutéal supérieur

### Muscles pelvi-trochantériens (12)
- Muscle obturateur externe, obturatorius externus
- Muscle piriforme, piriformis
- Muscle jumeau inférieur, gemellus inferior'
- Muscle jumeau supérieur, gemellus superior
- Muscle obturateur interne, obturatorius internus
- Muscle carré fémoral, quadratus femoris

### Muscles de la cuisse (22)

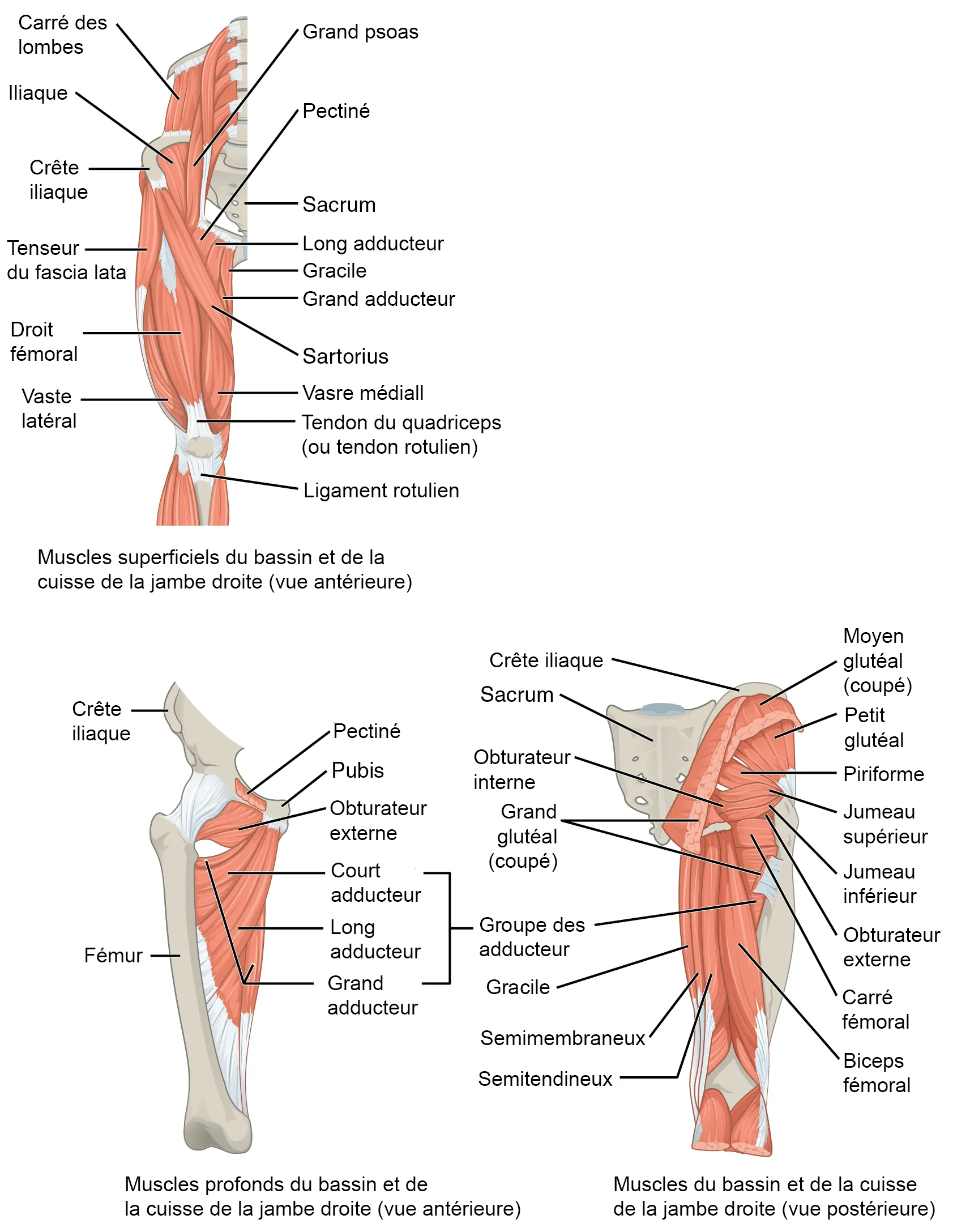
Muscle de la cuisse

#### Loge antérieure
- Muscle sartorius*, sartorius, innervé par le nerf fémoral
- Muscle quadriceps fémoral, quadriceps femoris, innervé par le nerf fémoral. Il est composé par quatre chefs : les muscles droit fémoral, vaste latéral, vaste médial et vaste intermédiaire.
- Muscle articulaire du genou, articularis genus, innervé par le nerf fémoral

#### Loge des muscles adducteurs
- Muscle pectiné, pectineus, innervé par le nerf fémoral et le nerf obturateur
- Muscle long adducteur, adductor longus, innervé par le nerf obturateur
- Muscle court adducteur, adductor brevis, innervé par le nerf obturateur
- Muscle grand adducteur, adductor magnus, innervé par le nerf obturateur (faisceaux supérieur et moyen) et par le nerf sciatique (faisceau inférieur)
- Muscle gracile*, gracilis, innervé par le nerf obturateur

#### Loge des muscles ischio-jambiers (3)
- Muscle semi-tendineux*, semitendinosus, innervé par le nerf sciatique
- Muscle semi-membraneux, semimembranosus, innervé par le nerf sciatique
- Muscle biceps fémoral, biceps femoris, innervé par le nerf sciatique

(* muscles de la patte d'oie)

### Muscles de la jambe (24)

#### Loge antérieure
- Muscle tibial antérieur, tibialis anterior, innervé par le nerf fibulaire profond
- Muscle long extenseur de l'hallux, extensor hallucis longus, innervé par le nerf fibulaire profond
- Muscle troisième fibulaire, fibularis tertius, innervé par le nerf fibulaire profond
- Muscle long extenseur des orteils, extensorum digitorum longus, innervé par le nerf fibulaire profond

#### Loge postérieure (mollet)

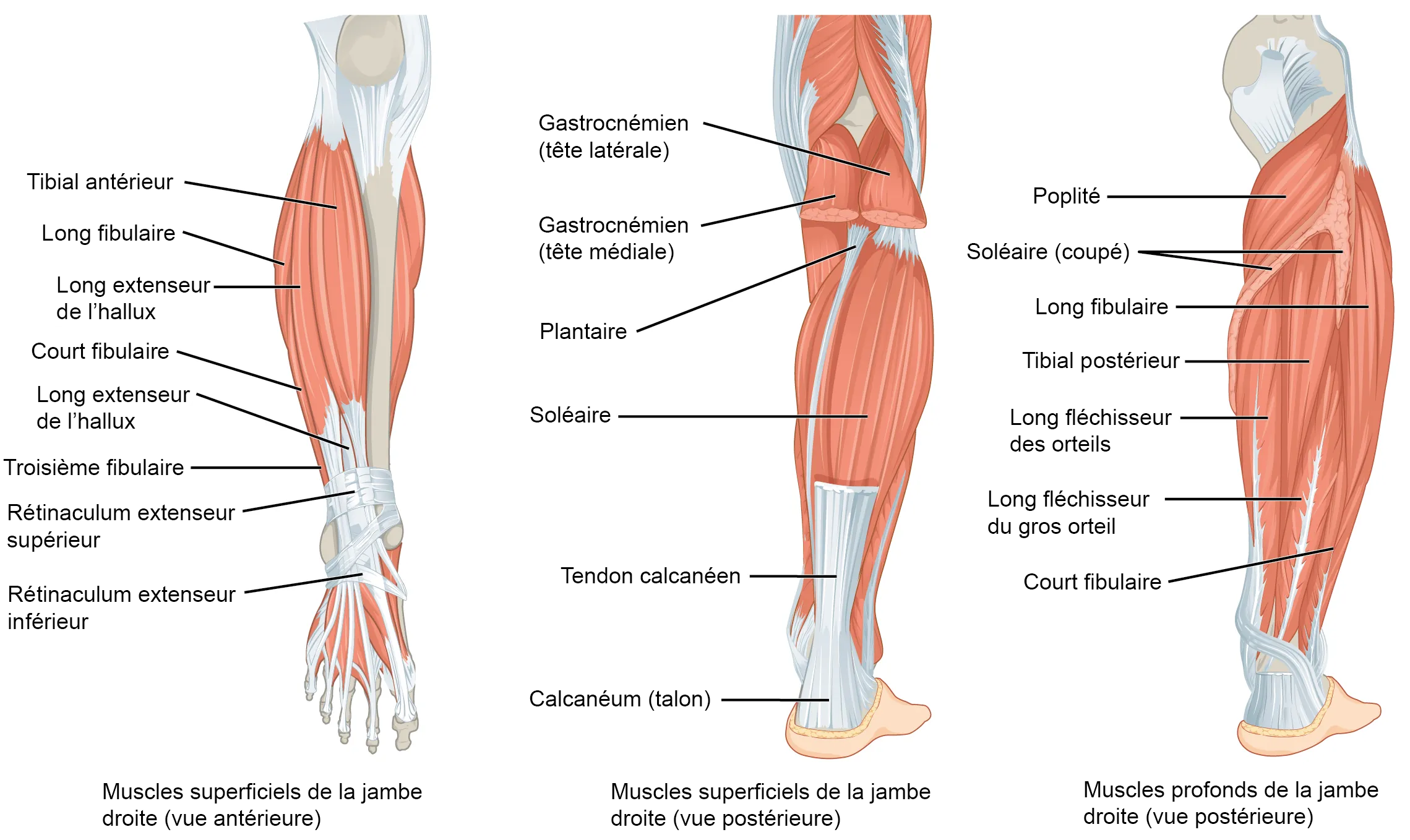
Muscle des jambes

- Muscle triceps sural triceps surae, formé par la réunion des muscles soléaire solearis et gastrocnémien gastrocnemius, ce-dernier correspondant à l'union des muscles jumeaux interne et externe. Innervé par le nerf tibial
- Muscle plantaire, plantaris, innervé par le nerf tibial
- Muscle poplité, popliteus, innervé par le nerf tibial
- Muscle tibial postérieur, tibialis posterior', innervé par le nerf tibial
- Muscle long fléchisseur des orteils, flexor digitorum longus, innervé par le nerf tibial
- Muscle long fléchisseur du gros orteil, flexor hallucis longus, innervé par le nerf tibial

#### Loge latérale
- Muscle long fibulaire, fibularis longus, innervé par le nerf fibulaire superficiel
- Muscle court fibulaire, fibularis brevis, innervé par le nerf fibulaire superficiel

### Muscles du pied (pédieux) (26)

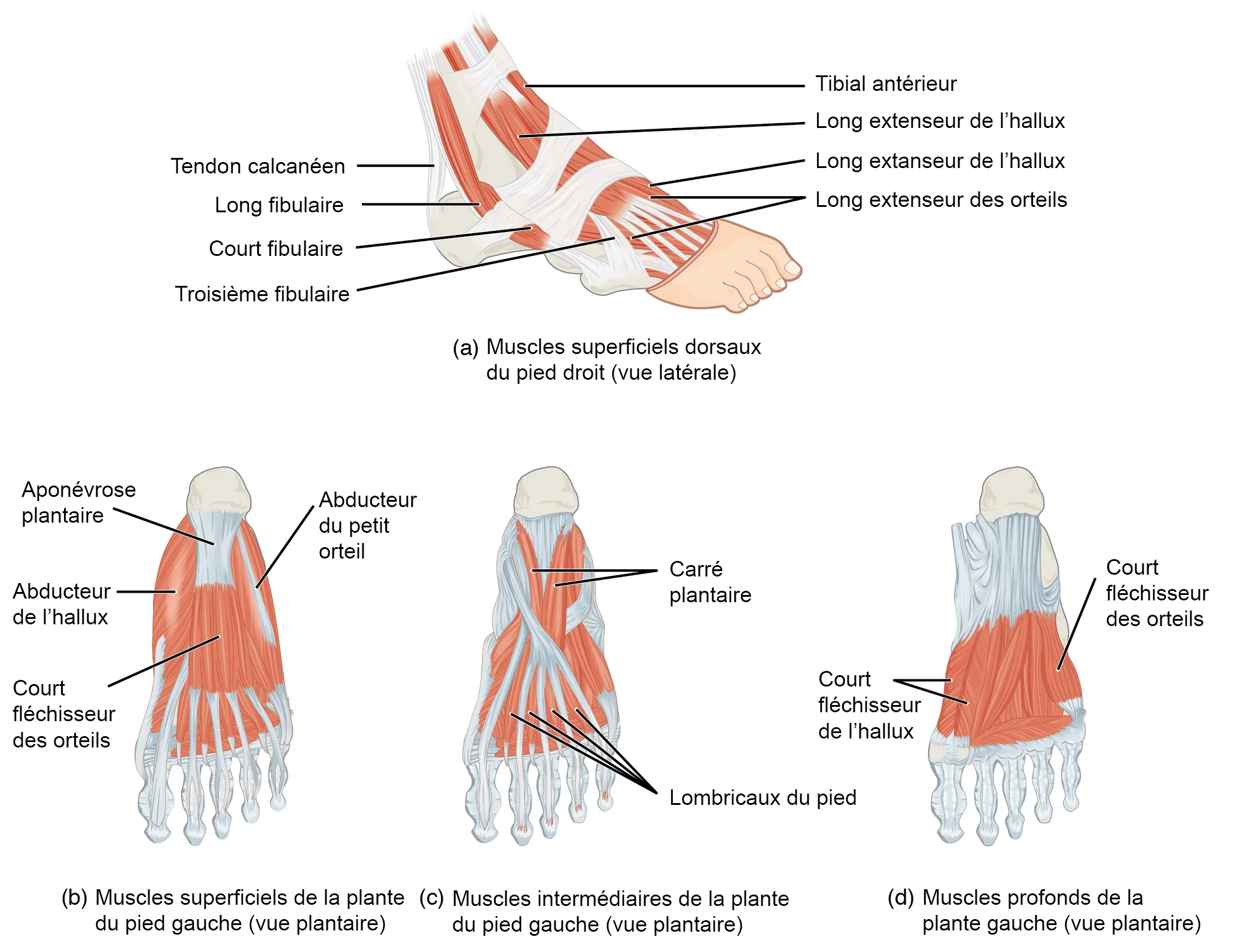
Muscle du pied

- Muscle abducteur de l'hallux, abductor hallucis, innervé par le nerf plantaire médial
- Muscle court extenseur des orteils, extensorum digitorum brevis, innervé par le nerf fibulaire profond
- Muscle adducteur de l'hallux, adductor hallucis, innervé par le nerf plantaire latéral et le nerf plantaire médial
- Muscle carré plantaire, quadratus plantae, innervé par le nerf plantaire latéral
- Muscle court fléchisseur des orteils, flexor digitorum brevis, innervé par le nerf plantaire médial
- Muscle court fléchisseur du petit orteil, flexor digiti minimi brevis, innervé par le nerf plantaire latéral
- Muscle abducteur du petit orteil, abductor digiti minimi, innervé par le nerf plantaire latéral
- Muscle opposant du petit orteil, opponens digiti minimi, innervé par le nerf plantaire latéral
- Muscle court fléchisseur de l'hallux, flexor hallucis brevis, innervé par le nerf plantaire médial
- Muscles interosseux dorsaux du pied, interossei dorsales pedis, innervé par le nerf plantaire latéral
- Muscles interosseux plantaires, interossei plantares, innervé par le nerf plantaire latéral
- Muscles lombricaux du pied, lumbricales pedis, innervé par le nerf plantaire latéral et le nerf plantaire médial

### Sources
- Vincent Delmas, Dictionnaire d'anatomie, Issy-les-Moulineaux, Elsevier Masson, 2006, 389 p. (ISBN 2-294-01423-5 et 9782294014239, lire en ligne)
- André Allali et François Le Huche, La Voix, vol. 1, Paris, Elsevier Masson, coll. « Phoniatrie », 2006, 208 p. (ISBN 2-294-00607-0 et 9782294006074, lire en ligne)